# Un restaurant a París
Un restaurant a París (títol original en rus, Кухня в Париже; transcrit com a Kúkhnia v Parije) és una pel·lícula de comèdia russa del 2014, en el primer llargmetratge dirigit per Dmitri Diatxenko pel canal de televisió STS i produït per Yellow, Black and White. És una continuació de la tercera temporada de la sèrie de televisió Kúkhnia (2012-2016). És protagonitzada per Dmitri Nazàrov, Mark Bogatiriov, Ielena Podkaminskaia i Dmitri Naguíev. Es va estrenar als cinemes a Rússia l'1 de maig de 2014 amb la distribuïdora Central Partnership. S'ha doblat i subtitulat al català.